# التاريخ الكيميائي للشمعة (كتاب)
التاريخ الكيميائي للشمعة كان عنوان سلسلة مكونة من ست محاضرات في مجال كيمياء وفيزياء اللهب اللتي كانت من تقديم ريتشل فارادي في المعهد الملكي لبريطانيا العظمى في عام 1848 كجزء من سلسلة محاضرات المعهد الملكي للناشئين الذي أسسه فاراديفي 1848 ولا تزال المحاضرات تُقام  هناك كل سنة. تصف المحاضرات مناطق الاحتراق المتباينة في لهيب الشمعة وتواجد جزيئات الكربون في المنطقة المضيئة. هذه الدراسة تضمنت عرض إنتاج وفحص خصائص غازات الهيدروجين والأكسجين والنيتروجين وثاني أكسيدالكربون، تم شرح خلية التحليل الكهربائية حيث تظهرأولًا في الطلاء الكهربائي لموصلات البلاتين بواسطة النحاس المذاب، ثم إنتاج غازات الهيدروجين والأكسجين وإعادة تركيبها لتشكيل الماء، كما تتم دراسة خصائص الماء بما في ذلك تمدده أثناء عملية الانجماد (وهي انفجار الأوعية الحديدية بسبب التمدد ) ومستوى البخار النسبي الناتج عن تبخر الماء.ايضايتم عرض تقنيات لحساب وزن الغاز على الميزان ووصف الضغط الجوي وتأثيره .
أكد فارادي على أن عدة من التجارب و الشروحات التي عُرضت في المحاضرات يمكن للأطفال القيام بها في المنزل وارشد ببعض الملاحظات بخصوص السلامة أثناءالقيام بها. تمت طباعة المحاضرات ككتاب في عام 1861. نشر بيل هاماك في عام 2016 سلسلة مقاطع للمحاضرات مدعمة بتعليقات و كتاب مرفق، لاتزال أفكار فارادي تُستخدم كأساس للتعليم الحر عن الطاقة في كلا من المدارس الابتدائية و الثانوية.

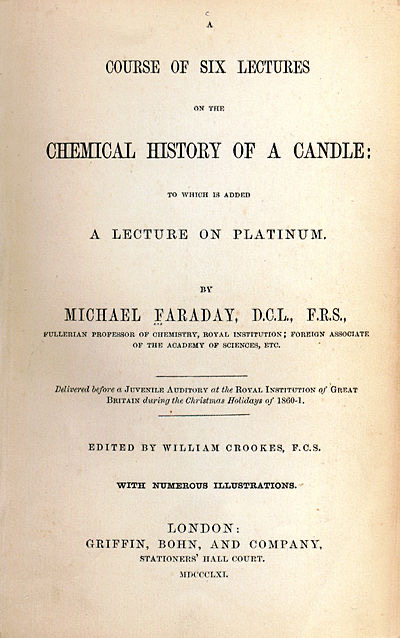

## محتويات المحاضرات الست
المحاضرة الأولى: الشمعة: اللهب - مصادره – هيئته - قابلية تحركه – لمعانه.
المحاضرة الثانية: لمعان اللهب – الهواء الضروريللاحتراق – إنتاج الماء.
المحاضرة الثالثة: المنتجات: الماء الناتج عن الاحتراق – طبيعة الماء – المركب – هيدروجين.
المحاضرة الرابعة: الهيدروجين الموجودة في الشمعة – الاحتراق الذي يحدث داخل الماء – جزيئات الماء الأخرى– الاكسجين.
المحاضرة الخامسة: الأكسجين الموجود في الهواء – طبيعة الجو – خصائصه – منتوجات الشمع الأخرى – حمض الكربونيك – خصائصه.
المحاضرة السادسة: الكربون ام الفحم – تنفس غازالفحم ومماثلته لاحتراق  الشمعة – الخاتمة.

## الردود التي تلقتها
خُصصت للمبتدئين الصغار بعد تعديلها بشكل جيد لتناسبهم ثم تم تقديمها كمقدمة لدراسة الكيمياء. 
وفقاً لفرانك ويلكزيك حيث قال: إنه عرض رائع لحقائق مدهشة وبناء معقد في عملية مألوفة (سطحي ملموس) - حرق الشمعة، أعتقد أنها تظهر عقلًا مبدعًا رائعًا في العمل على أرض الواقع، حيث يبحث في التفاصيل ويتتبع الخصائص المميزة حتى جذورها من خلال تجارب تم إعدادها بعناية.
وفقًا لبيل قريفذ زميل الجمعية الملكية للكيمياء في كلية لندن الإمبراطورية فقد أوضح أن فارادي استخدم الشمعة كرمز طبيعي لشرح عملية الاحتراق، كيف أن الأكسجين المتواجد في الهواء مهم وكيفية إنتاج الماء وغاز ثاني أكسيد الكربونوالدور الخفي للهيدروجين، عَبّر عن النص بشكل شاعري وجميل ناقلًا حماسه وخبرته وشعوره بالاثارة بشكل واضح.    
يوجد العديد من المظاهرات المصاحبة التي غالبًا ما تنطوي على انفجارات وأضواء ساطعة، يتحدث فاراداي بشكل محبب عن نفسه والجمهور( الدارسين لمحاضراته) بـ "نحن الفلاسفة" وفي إحدى المرات بـ "نحن الصبيان".